# InlayFilm
InlayFilm — российская компания, основанная Александром Лигаем и Сергеем Рапопортом в Москве в 2007 году. Разрабатывает детскую компьютерную и рисованную анимацию. Раньше занималась производством игрового программного продукта, однако во время кризиса заказов стало гораздо меньше и потому было решено не распускать команду, а начать разрабатывать собственный анимационный проект. Компания выпустила самый высоко-бюджетный полнометражный мультфильм в истории российской мультипликации — «Снежная королева». На данный момент студия расположена в Воронеже.
Ранее в Сочи состоялась презентация проектов компании «InlayFilm», где её представители неожиданно заявили, что уже давно над полнометражным кино проектом «Последний человек из Атлантиды» и завершается постпродакшн проекта в Голливуде. По мнению экспертов в проектах InlayFilm прослеживается сильное влияние американских мультфильмов.

## Коллектив
- Александр Лигай — Кинопродюсер (Бишкек, Кыргызстан)
- Сергей Рапопорт — Кинопродюсер (Ромны, Украина)
- Игорь Бутман — Музыкальный продюсер кинокомпании (Санкт-Петербург, Россия)
- Максим Свешников — Сценарист и режиссёр-постановщик кинокомпании (Днепропетровск, Украина)
- Владлен Барбэ — Режиссёр, художник, продюсер. Лауреат международных и российских профессиональных премий (Россия)
- Вадим Свешников — Сценарист и исполнительный продюсер кинокомпании (Перевальск, Украина)

## Разработка
Одна из первых работ, выпущенная студией — «Как поймать перо Жар-Птицы» — вышла в российских кинотеатрах осенью 2012 года.
К концу того же 2012 года студия планировала выпустить полнометражный фильм «Снежная королева» — первый российский высоко-бюджетный мультфильм, созданный с помощью компьютерной графики и в 3D-формате. К озвучиванию главных героев привлечены известные актёры, такие как Иван Охлобыстин, Юрий Стоянов и Михаил Ефремов.
В 2013 году планировался выход 3-го мультфильма «Самолёты». В разработке также был полнометражный 3D-проект «Пиноккио».
| # | Tитул            | Дата выпуска | Студии           | мультипликация           | На основе        |
| - | ---------------- | ------------ | ---------------- | ------------------------ | ---------------- |
| 1 | Снежная королева | 2012         | Wizart Animation | 3D-компьютерная анимация | Снежная королева |

## Партнёры
- Angel Film
- Cine Lab
- Руссобит-М
- CTB
- Фонд Кино
- A Кино Видео
- Студия Олимпик
- Студия Влада Барбэ
- Наше Кино
- Wizart Animation (преемник)